# Bruno Delbonnel
Bruno Delbonnel, född 1957, är en fransk filmfotograf. Han har nominerats för Oscar för bästa foto sex gånger och även vunnit Césarpriset för bästa foto.

## Filmografi (i urval)
- 2001 – Amélie från Montmartre
- 2004 – En långvarig förlovning
- 2009 – Harry Potter och halvblodsprinsen
- 2013 – Inside Llewyn Davis
- 2017 – Darkest Hour
- 2018 – The Ballad of Buster Scruggs
- 2021 – The Tragedy of Macbeth